# Андрієнко Володимир Григорович
Володимир Григорович Андрієнко (нар. 1938, Азербайджанська РСР — пом. 1991) — радянський футболіст, нападник та півзахисник, майстер спорту (1962). Срібний призер чемпіонату СРСР 1966 року.
Вихованець георгіївського футболу, Андрієнко розпочав професіональну кар'єру в 1958 році в команді «Спартак» зі Ставрополя, який виступав на той час у класі «Б» СРСР. Відомий своїми виступами за команди вищої ліги СКА з Ростова-на-Дону і донецький «Шахтар».

## Життєпис
У футбол розпочав грати в 1954 році в складі колективу арматурного заводу міста Георгієвська.
Професіональну кар'єру гравця розпочинав в 1958 році в команді «Спартак» зі Ставрополя, яка виступала на той час у класі «Б» СРСР. У 1960 році перейшов у «Спартак» з Нальчика. У складі нальчан Андрієнко провів 24 поєдинки, в яких забив вісім м'ячів, ставши найкращим бомбардиром команди. Наступного року Володимир поповнив ряди клубу вищої ліги країни ростовського СКА. Наступні три з половиною сезони Володимир провів у складі армійців, відзначившись 12 точними ударами по воротах суперників у 98 матчах. Після чого був відряджений до складу одеських одноклубників, в складі яких протягом другого кола першості серед команд другої групи класу «А» СРСР відзначився трьома забитими м'ячами.
Сезон 1965 року Андрієнко провів у складі донецького «Шахтаря», де в 28 матчах чотири рази відзначався голами. У сезоні 1966 року відбулося повернення Андрієнка в ростовський СКА, разом з яким стає срібним призером чемпіонату країни, провівши за команду 20 матчів, в яких двічі відзначився голами.
Наступного сезону Андрієнку не вдалося закріпиться в основному складі СКА, і він поповнив ряди другий за силою, на той час, ростовської команди колективу сільськогосподарського заводу. За два сезони в команді Володимир провів 57 матчів, забив 11 м'ячів. Після чого перебрався в грузинський клуб «Мешахте» з Ткібулі, де й завершив кар'єру гравця в 1970 році.

## Статистика виступів

### Клубна
| Команда                        | Сезон   | Чемпіонат | Чемпіонат | Чемпіонат | Кубок | Кубок | Усього | Усього |
| Команда                        | Сезон   | Рів.      | Матчі     | Голи      | Матчі | Голи  | Матчі  | Голи   |
| ------------------------------ | ------- | --------- | --------- | --------- | ----- | ----- | ------ | ------ |
| «Спартак» (Ставрополь)         | 1959    | II        | 0         | 0         | 1     | 0     | 1      | 0      |
| «Спартак» (Ставрополь)         | Загалом | Загалом   | 0         | 0         | 1     | 0     | 1      | 0      |
| «Спартак» (Нальчик)            | 1960    | II        | 24        | 8         | 0     | 0     | 24     | 8      |
| «Спартак» (Нальчик)            | Загалом | Загалом   | 24        | 8         | 0     | 0     | 24     | 8      |
| СКА (Ростов-на-Дону)           | 1961    | I         | 24        | 4         | 5     | 1     | 29     | 4      |
| СКА (Ростов-на-Дону)           | 1962    | I         | 27        | 0         | 1     | 0     | 28     | 0      |
| СКА (Ростов-на-Дону)           | 1963    | I         | 34        | 6         | 4     | 0     | 38     | 6      |
| СКА (Ростов-на-Дону)           | 1964    | I         | 13        | 3         | 3     | 0     | 16     | 3      |
| СКА (Ростов-на-Дону)           | Загалом | Загалом   | 98        | 13        | 13    | 1     | 111    | 14     |
| СКА (Одеса)                    | 1964    | II        | ?         | ?         | 0     | 0     | ?      | ?      |
| СКА (Одеса)                    | Загалом | Загалом   | ?         | ?         | 0     | 0     | ?      | ?      |
| «Шахтар» (Донецьк)             | 1965    | I         | 28        | 4         | 3     | 0     | 31     | 4      |
| «Шахтар» (Донецьк)             | Загалом | Загалом   | 28        | 4         | 3     | 0     | 31     | 4      |
| СКА (Ростов-на-Дону)           | 1966    | I         | 20        | 2         | 1     | 0     | 21     | 2      |
| СКА (Ростов-на-Дону)           | 1967    | I         | 4         | 0         | 1     | 0     | 5      | 0      |
| СКА (Ростов-на-Дону)           | Загалом | Загалом   | 24        | 2         | 2     | 0     | 26     | 0      |
| «Ростсельмаш» (Ростов-на-Дону) | 1967    | II        | 23        | 5         | —     | —     | 23     | 5      |
| «Ростсельмаш» (Ростов-на-Дону) | 1968    | II        | 34        | 6         | 2     | 0     | 36     | 6      |
| «Ростсельмаш» (Ростов-на-Дону) | Загалом | Загалом   | 57        | 11        | 2     | 0     | 59     | 11     |
| «Мешахте»                      | 1969    | II        | 37        | 1         | 0     | 0     | 37     | 1      |
| «Мешахте»                      | 1970    | IV        | 5         | 0         | 0     | 0     | 5      | 0      |
| «Мешахте»                      | Загалом | Загалом   | 42        | 1         | 0     | 0     | 42     | 1      |
| Усього                         | Усього  | Усього    | 273*      | 39*       | 21    | 1     | 294*   | 40*    |

Примітки: знаком * позначені колонки, дані в яких неповні в зв'язку з відсутністю протоколів першості СРСР 1964 року.
Источники: Статистика виступів взята з книги: Морозов И. А. История Кабардино-Балкарского футбола. Часть 2 (1959—1991). — Астрахань, 2006. — 278 с..

## Досягнення

### Командні
СКА (Ростов-на-Дону)
- Клас «А» чемпіонату СРСР
  -  Срібний призер (1): 1966

«Спартак» (Нальчик)
- Найкращий бомбардир ФК «Спартак» (Нальчик): 1960.